# Château Lynch-Moussas
Le château Lynch-Moussas est un domaine viticole de 67 hectares situé à Pauillac en Gironde. Situé en AOC Pauillac, il est classé cinquième grand cru dans la classification officielle des vins de Bordeaux de 1855.

## Histoire du domaine
En 1691, John Lynch, membre de l'Ordre des Oies sauvages (The Wild Geese) et originaire de Galway, quitta l'Irlande pour le Médoc. La désignation « Les Oies Sauvages » fut attribuée aux Irlandais qui servirent plusieurs armées de pays d’Europe pendant le XVIIe siècle et plus particulièrement le XVIIIe siècle.
En Irlande, les guerres de Guillaume III d'Angleterre prirent fin, en octobre 1691, avec la défaite d'Aughrim. Grâce aux termes du traité de Limerick, les officiers jacobites ne souhaitant pas servir sous les ordres Guillaume, furent libres d’aller en France.
Arrivé en France, John Lynch se tourna vers le commerce. Son fils Thomas hérite en 1749 d'un domaine viticole via sa femme Élisabeth, fille de Pierre Drouillard. Le château Lynch naquit.
Pendant trois quarts de siècle, le domaine fut la propriété de la famille Lynch. Au XVIIIe siècle, le comte Jean-Baptiste Lynch (né en 1749 au château Dauzac), maire de Bordeaux, royaliste et plus tard bonapartiste, hérite du domaine en 1779 lors de son mariage et confia la gestion à son frère le chevalier Michel Lynch, maire de Pauillac pendant la Révolution française. À la mort de Jean-Baptiste, le domaine Lynch est partagé en deux : le château Lynch-Bages et le château Lynch-Moussas.
Le château appartient actuellement aux héritiers Castéja, dont les membres sont également propriétaires des châteaux Batailley, TrotteVieille et Beau Site et du Domaine de l'Église.

## Vignoble

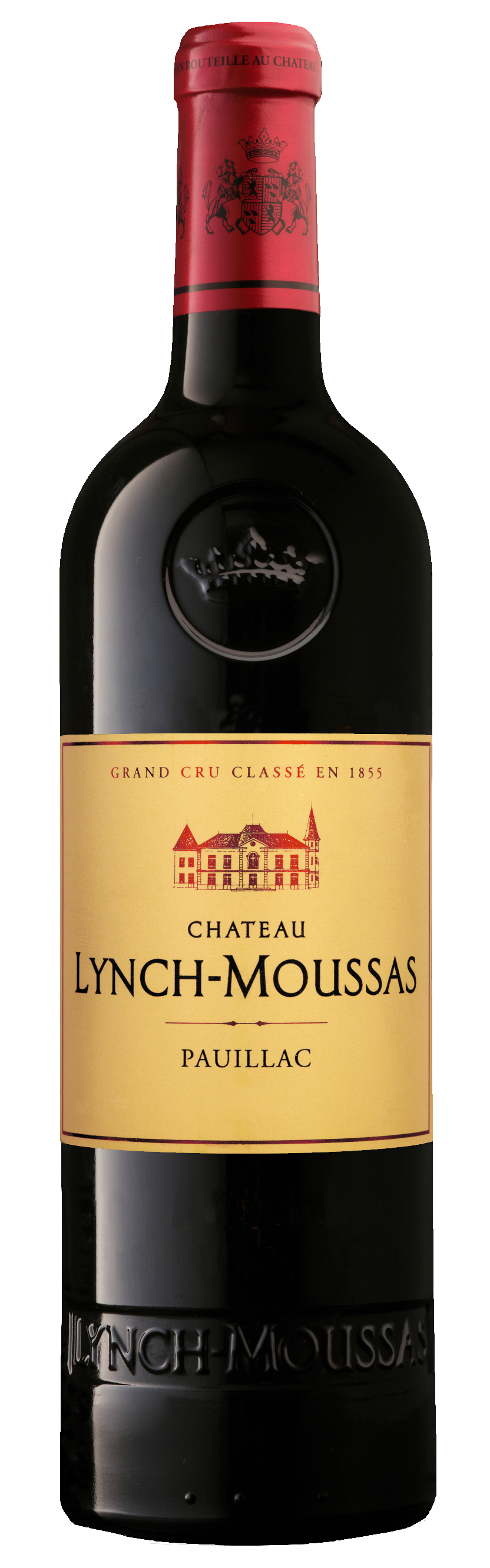
Bouteille de château Lynch-Moussas.

Les vignes sont plantées sur des belles croupes graveleuses günziennes avec un sous-sol argileux. L'encépagement du domaine est constitué de 75 % de cabernet sauvignon et de 25 % de merlot.

## Vins
Le vin est élevé pendant 14 à 18 mois en barriques en chêne, renouvelées à 60 % chaque année.
Le second vin, « Les Hauts de Lynch-Moussas », créé en 2001 par Émile et Philippe Castéja est un haut-médoc plus fruité et plus facile à boire dans sa jeunesse que le premier vin plus complexe. Il est élaboré avec les plus jeunes vignes situées sur la butte dominant le château.